# Vierwindendwarsstraat
De Vierwindendwarsstraat is een relatief korte straat in Amsterdam-Centrum, Haarlemmerbuurt, Westelijke Eilanden.

## Geschiedenis en ligging
De straat is al eeuwen oud; ze komt (naamloos) voor op de kaart uit 1625 van Balthasar Florisz. van Berckenrode. Nicolaas ten Hoorn vermeldde de straatnaam (Vier windendwarsstraat) in zijn Wegwyzer of korte beschryvinge van de stadt Amsterdam uit 1737. Op de kaart van Gerrit de Broen (circa 1782) komt dan weer wel de Vierwinden Straat (of Vliegende Straat) voor, maar de dwarsstraat niet. De herkomst van de beide straatnamen is onduidelijk. De straten zijn vermoedelijk vernoemd naar een gevelsteen in een huis op het Realeneiland, dat eerder daarnaar toe was verplaatst vanuit een woning aan de Lindengracht met het opschrift "’t huis in de vier blazende winden".
De straat loopt van de Vierwindenstraat zuidwaarts naar de Realengracht, waarover de Drieharingenbrug voor voetgangers en fietsers ligt. Tot 1858 had de straat ook middels de Karseboomsbrug een verbinding over de Zoutkeetsgracht. Die brug werd toen gesloopt en de kade werd bebouwd terrein. Beide bruggen zijn eveneens zichtbaar op genoemde kaarten.
De straat is in de 21e eeuw voetgangers- en fietsersgebied, vermoedelijk sinds 1971. Vanwege de smalte van straat is er geen plaats voor kunst in de openbare ruimte en openbaar vervoer. Een anachronisme aan de straat is een "splitskast type J" ontworpen door Pieter Lucas Marnette; hij ontwierp in de stijl van de Amsterdamse School; een stijl die hier in de omgeving nauwelijks te vinden is.

## Gebouwen
De oneven huisnummers lopen op van 1 tot en met 33; even huisnummers van 2 tot en met 20. Alle oorspronkelijke bebouwing uit de 17e eeuw is al verdwenen. Er is wel 19e-eeuwse bebouwing te vinden en op de hoek met de Vierwindenstraat is bebouwing te vinden uit 1981 (huisnummers 19-33). 

### Vierwindendwarsstraat 1
Een uitzondering daarop is het pand Vierwindendwarsstraat 1, dat sinds 1970 een rijksmonument is.  De omschrijving in het monumentenregister is summier: "Het gaat om een dubbel huis van een onstads type uit het laatste kwart van de 18e eeuw; het ligt onder een schilddak en heeft een gesneden deuromlijsting". Boven het snijraam is een gevelsteen zichtbaar met drie gekroonde haringen. Een eerdere versie van dit huis is eveneens al zichtbaar op de kaart van Van Berckenrode.

## Afbeeldingen

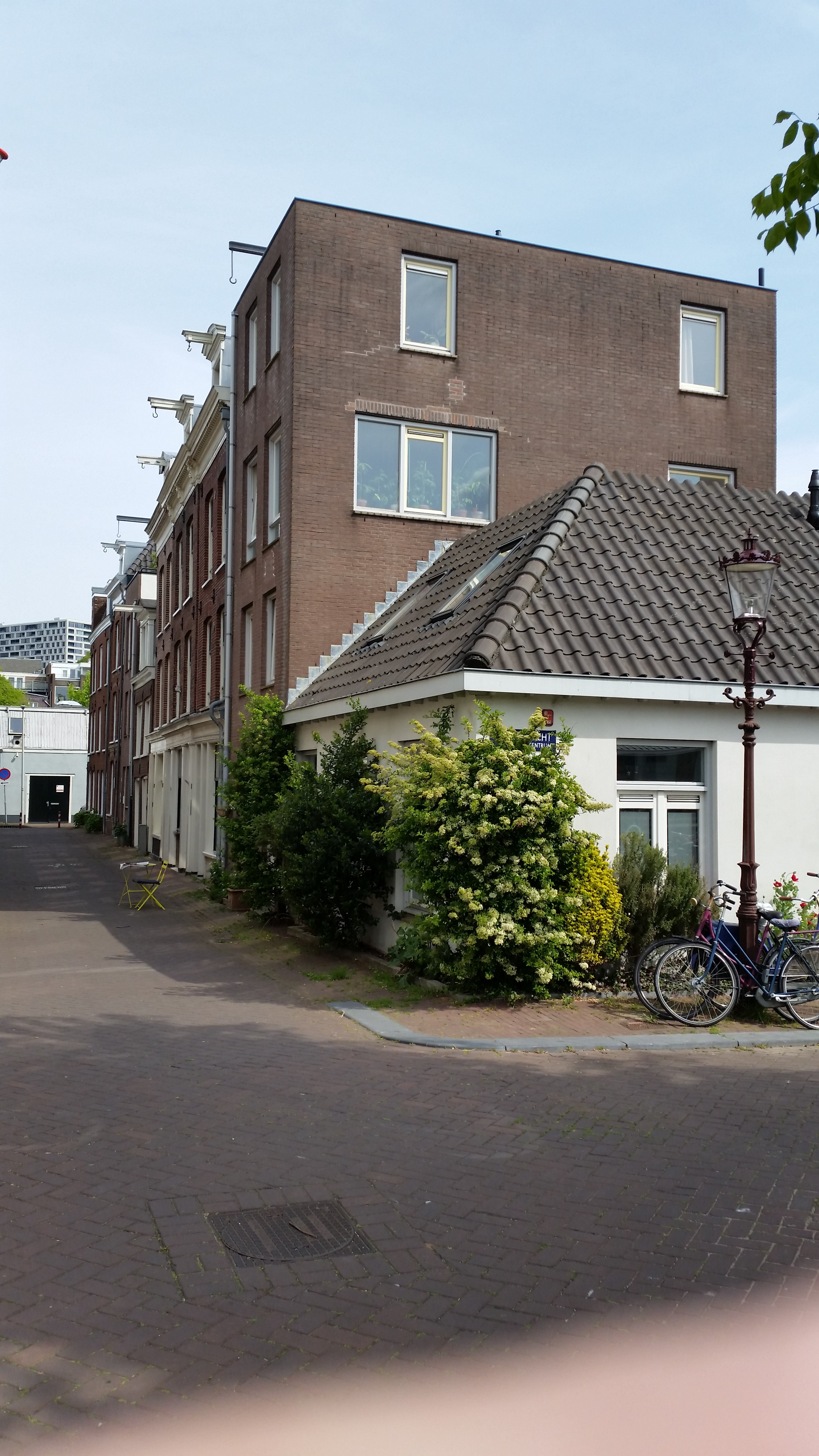
Vierwindendwarsstraat (even zijde, mei 2020)
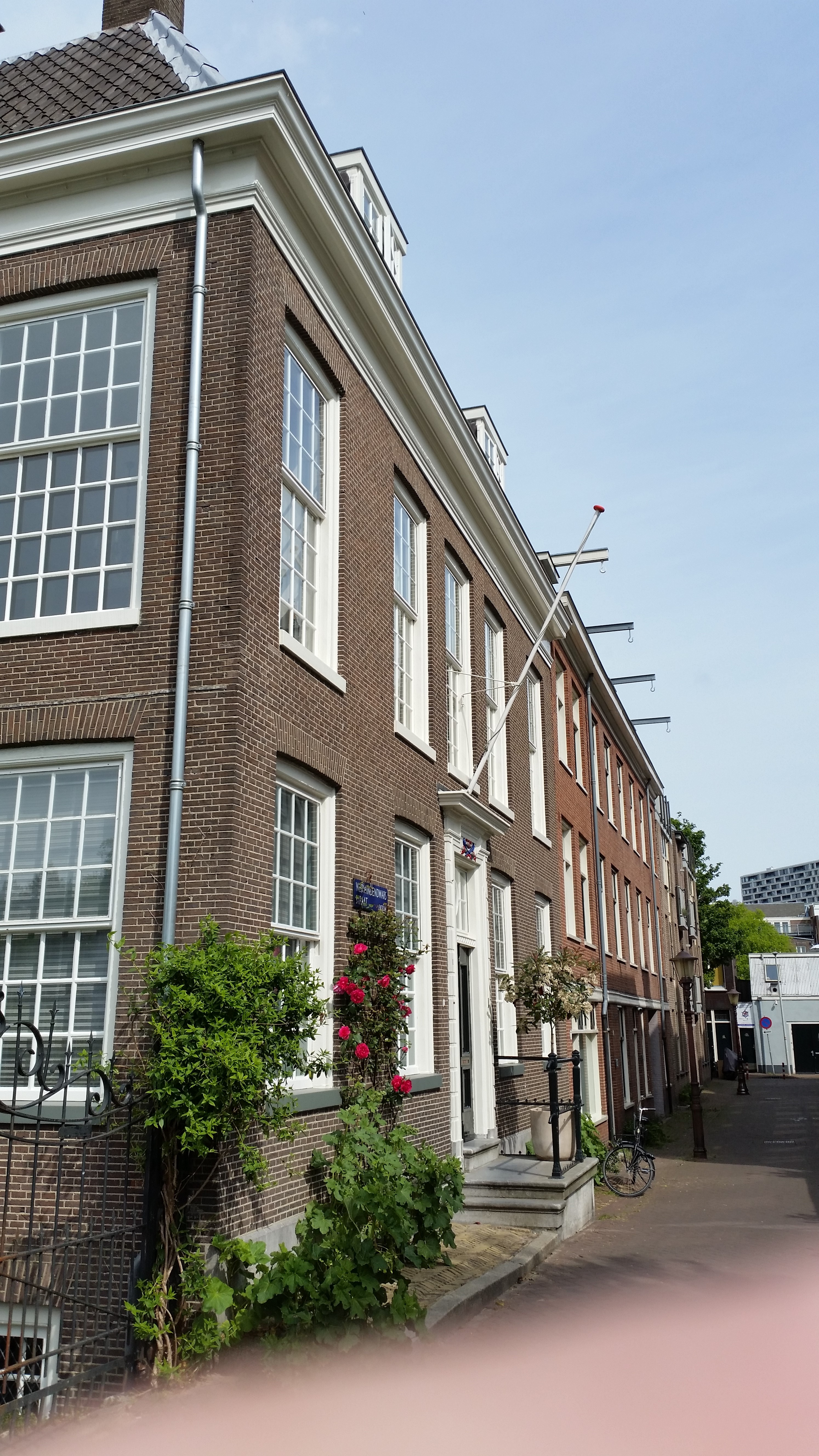
Vierwindendwarsstraat (oneven zijde, mei 2020)
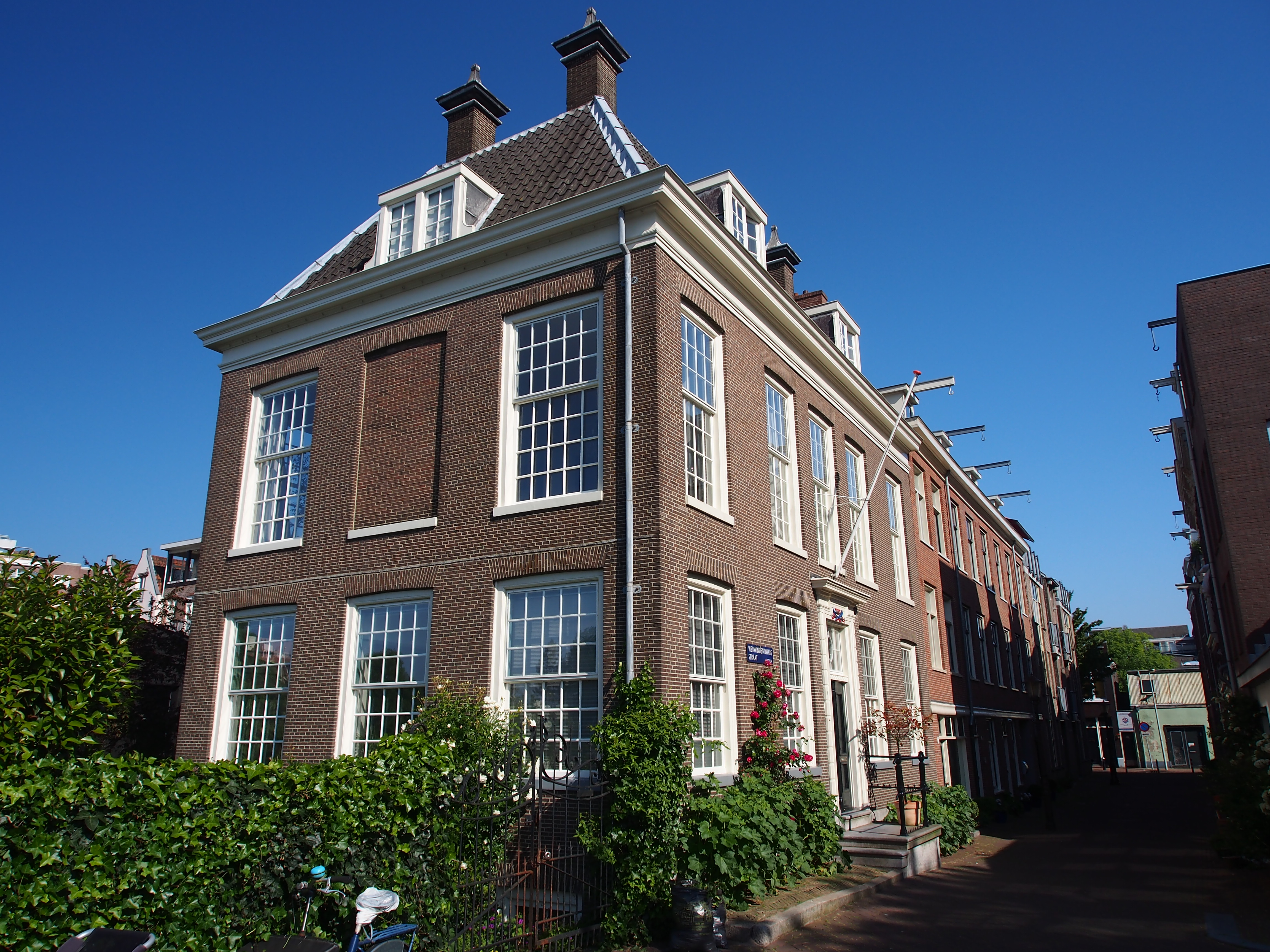
Vierwindendwarsstraat 1 (mei 2014)
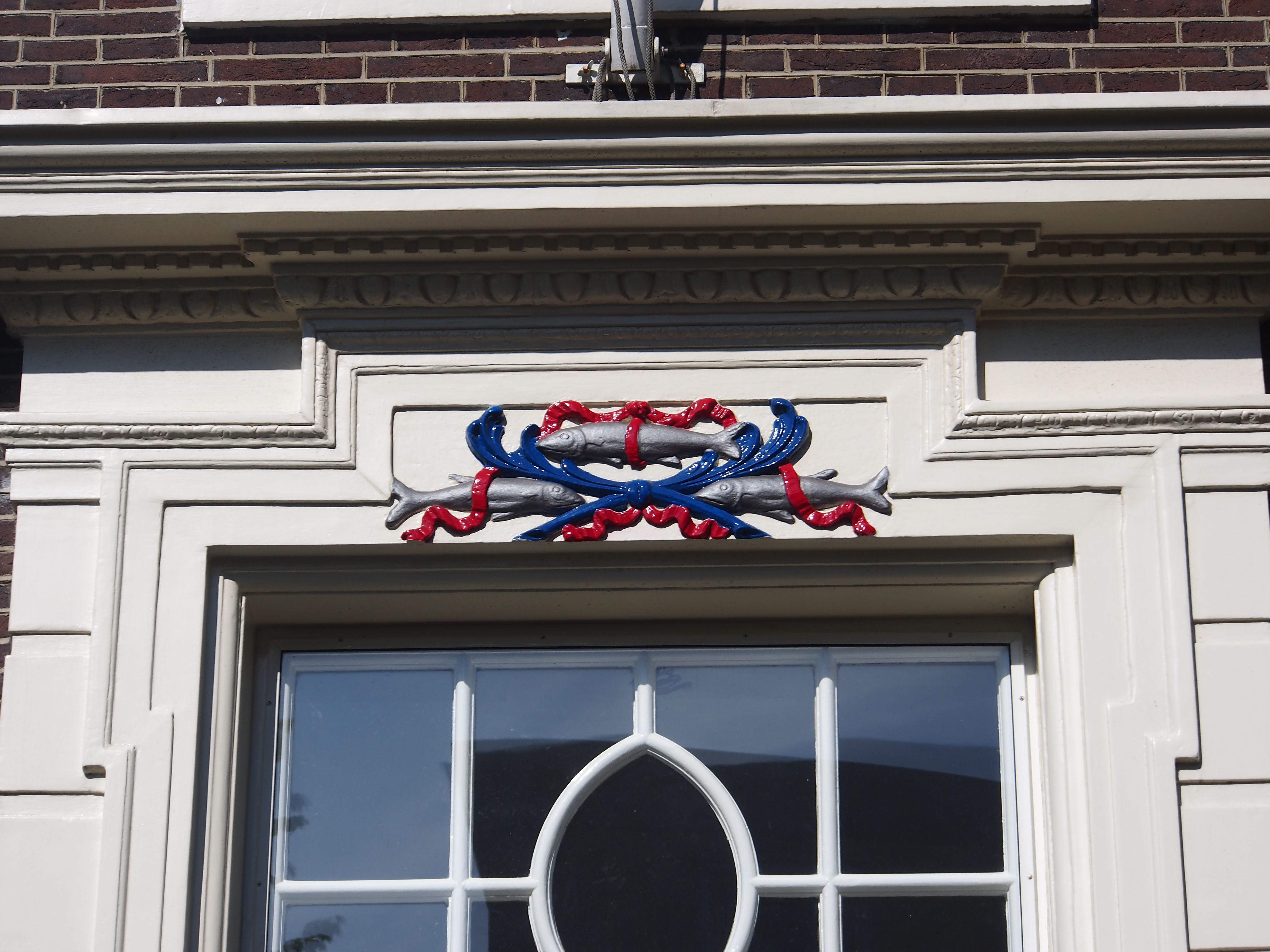
De drie haringen op huisnummer 1 (mei 2014)
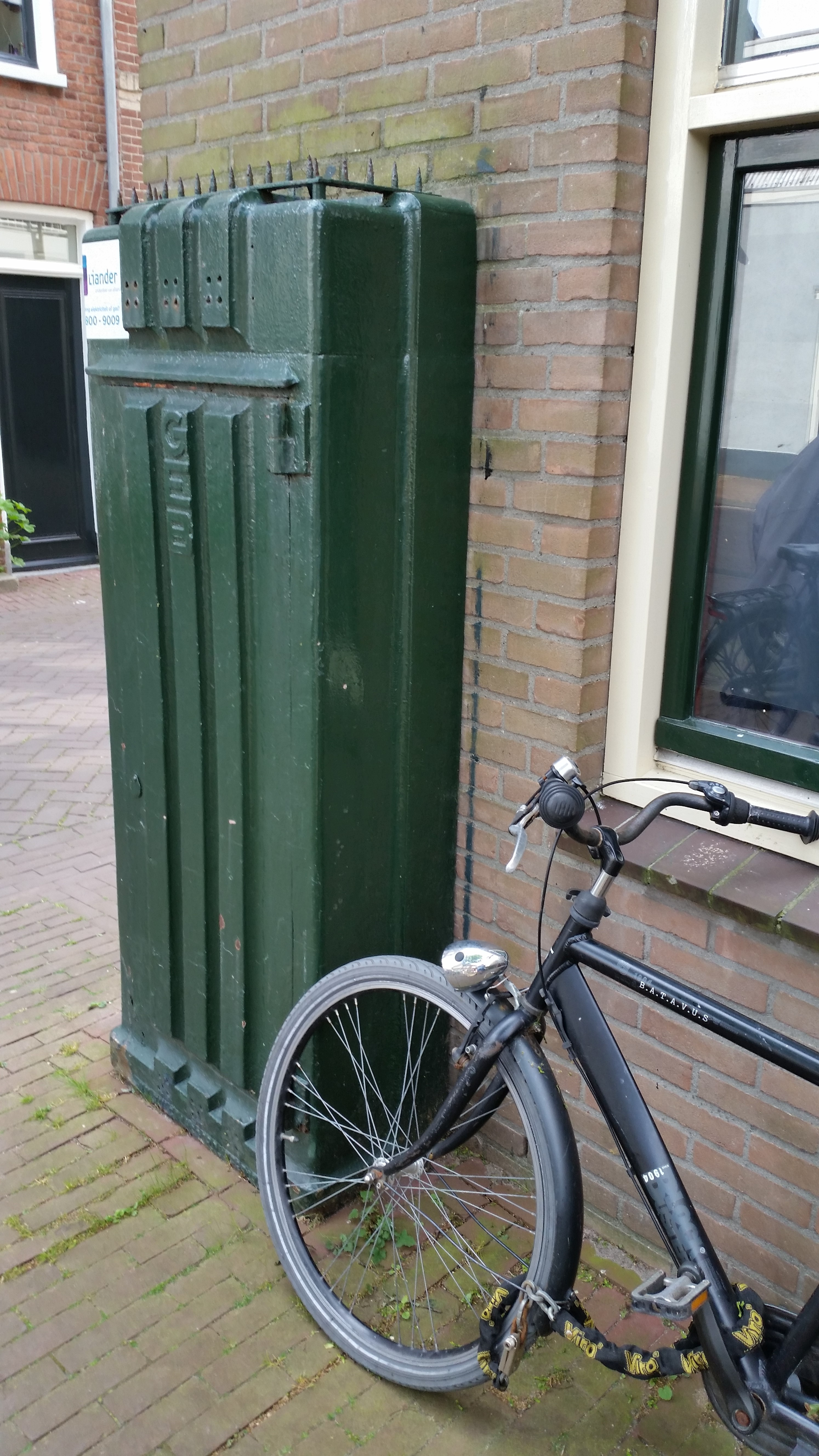
Splitskast van Marnette (mei 2020)